# Aviv Haim
Aviv Haim (5 marzo 2009) è una nuotatrice artistica israeliana.

## Palmarès

### Coppa del Mondo
- 1 podio:
  - 1 terzo posto (1 nella gara a squadre)